# Melaški preliv
Melaški /Malaški preliv (malajsko Selat Melaka, indonezijsko Selat Malaka, tajsko ช่องแคบมะละกา, tamilsko மலாக்கா நீரிணை, kitajsko: 马六甲海峡) je morski preliv med Sumatro in Malajskim polotokom v Jugovzhodni Aziji, ki povezuje Andamansko morje v Indijskem oceanu z Južnokitajskim morjem v Tihem oceanu. Včasih njegovo ime napačno zapisjujejo kot »Malajski preliv«, vendar se ne imenuje po Malajskem polotoku oz. pokrajini Malaji, temveč po kolonialni naselbini Melaki.
Preliv poteka v dolžini približno 890 km od črte med tajskim otokom Phuket in najsevernejšim rtom Sumatre na zahodu do črte med rtom Piai (najjužnejša točka Malajskega polotoka) in otokom Rangsang pred obalo Sumatre. Ima obliko lijaka, ki se s širine 250 km zoža na 65 km od zahoda proti vzhodu. Na vzhodni strani plovbo dodatno otežujejo številni otoki in plitvine, težave pa povzročajo tudi reke na Sumatri, ki zasipavajo dno ob južnih obalah z muljem in peskom.
Je ena najprometnejših vodnih poti na svetu, skozi katero letno pluje skoraj 100.000 ladij, ki prevažajo energente z Bližnjega vzhoda in surovine iz Afrike proti razvitim in razvijajočim se gospodarstvom Daljnega vzhoda. Skupno gre prek njega četrtina vse mednarodne trgovine. Zaradi ožine preliva (na najožji točki med otoki pred Singapurjem na skrajnem vzhodu znaša širina le 1,5 navtične milje) velja pot za nevarno, dodatno pa jo ogrožajo novodobni pirati, proti katerim se koordinirano borijo vojne mornarice držav iz te regije. Predlogi za izgradnjo prekopa prek ožine Kra nekoliko severneje na Tajskem, ki bi razbremenil preliv in skrajšal pot proti Daljnem Vzhodu za kakšnih 1000 km, zaenkrat nimajo vladne podpore.